# فلیکس ژوکوفسکی
فلیکس ژوکوفسکی (لهستانی: Feliks Żukowski؛ ‏ ۳۰ مه ۱۹۰۴ – ۱۷ ژانویهٔ ۱۹۷۶) بازیگر و کارگردان نمایش اهل لهستان بود.
از فیلم‌ها یا برنامه‌های تلویزیونی که وی در آن نقش داشته‌است، می‌توان به قلب مادر، جنگل جوان، نقاب زرین، دختر ژنرال پانکراتوف، قماری بالاتر از زندگی، ترانه‌های ممنوعه و روبرت و برترام اشاره کرد.
وی همچنین برندهٔ جوایزی همچون صلیب دلاوری شده‌است.